# Juan José Piñeyro
Juan José Piñeiro (Buenos Aires; 9 de febrero de 1906 - Mar del Plata; 19 de febrero de 1959) fue un actor argentino de cine, teatro, radio y televisión, así como periodista, animador y locutor.

## Carrera
Piñeiro (en algunas bibliografías figura como Piñeyro,  comenzó su extensa carrera a los 19 años de edad. Actuó en unas 23 películas algunas de ellas junto a Nini Marshall, y animó varios programas radiales.
Se inició primero como periodista junto con otros maestros de la radiofonía nacional como Federico de Soroa e Ignacio de Soroa, Hugo del Carril, Roberto Airaldi, Iván Casadó, Tito Martínez del Box, Iván Caseros, Guillermo Brizuela Méndez, Augusto Bonardo, Domingo Di Núbila, Raúl Basavilbaso, Carlos A. Taquini, Fioravanti, Adolfo Salinas,(Lidia Satragno)|Pinky, Cacho Fontana, Pura Delgado y Orlando Marconi.
En cine fue convocado por el maestro Manuel Romero para debutar como actor.
Fue amigo de los actores Ernesto Bianco, Osvaldo Miranda. Libertad Lamarque, Egle Mártin, Alberto Closas, Hugo Del Carril, Juan Carlos Mareco y Juan Carlos Thorry, 
Otros amigos del ámbito del espectáculo: Osvaldo Fresedo, Eduardo Armani, Miguel De Molina, Carlos Ginés, Oscar Ugarte.
Vivió y trabajó en México donde entabló amistad con Jorge Negrete, María Félix, Pedro Várgas y Mario Moreno (Cantinflas).

### Cine
- 1937: La fuga
- 1938: Noche de Carnaval
- 1938: El gran camarada
- 1938: Busco un marido para mi mujer
- 1939: El gran camarada
- 1939: Nuestra tierra de paz
- 1940: El susto que Pérez se llevó
- 1940: El haragán de la familia
- 1940: Azahares rojos
- 1940: Dama de compañía
- 1940: Azahares rojos
- 1941: Cuando canta el corazón - 'When the heart sings' como co-escritor
- 1942: El profesor Cero
- 1942: La mentirosa como el Dr. Otegui
- 1943  Son cartas de amor
- 1943: Carmen
- 1944: Apasionadamente
- 1944: Cuando la primavera se equivoca
- 1946: Cristina
- 1946: Las tres ratas
- 1950: Piña madura
- 1950: El ciclón del Caribe
- 1951: Entre abogados te veas como El Banquero[6]

### Radio
Piñeiro obtuvo el primer puesto en un concurso de locutores leyendo fatigosos trabalenguas y textos a una velocidad de 150 palabras por minuto.Se inició en 1925 en Radio Stentor.
En radio trabajó junto a su amiga, Nini Marshall y el conductor y actor Carlos Ginés, emitiéndose por Radio Splendid..
Fue el popular creador del programa Bohardilla porteña, que dio origen a reconocidos personajes de la fama argentina.
En noviembre de 1958 hizo un súper teleteatro con ocho estrellas de Abel Santa Cruz y Horacio Meyrialle, junto con Nelly Prince, Nelly Trenti, Thelma Mendoza, Guillermo Brizuela Méndez, Carlos Andrich y Adolfo Salinas.
En Radio El Mundo fue la voz de los 'Cuentos de la vieja abadía'.

### Televisión
En la pantalla chica fue el conductor del programa No se queme, señor.
Tuvo a su cargo la primera transmisión de un clásico del turf: el Carlos Pellegrini de 1951.
También trabajó en varios graciosos sketchs con el actor Raúl Rossi. Hizo su papel como periodista de informativos en Canal 7. También estuvo con Hebe Gorbolés, Jaime Más, Nelly Prince e Isabel Marconi, con quienes hizo radio anteriormente.

### Teatro
Piñeiro trabajó como presentador de importantes espectáculos teatrales presentando a artistas como Osvaldo Fresedo y Francisco Canaro, y escritos por Ivo Pelay. También supo interpretar a importantes galanes.

### Otras actividades
Fue el cofundador y segundo presidente de la Sociedad Argentina de Locutores.
Trabajó  en Mar del Plata, encargado de vender terrenos en el bosque de Peralta Ramos y departamentos de la galería Eves.
Fue titular junto con Leopoldo Costa de la agencia de publicidad: Piñeiro Publicidad.

### Vida privada
Calificados por muchos como un "Gran picaflor", tuvo varios romances con importantes actrices y cancionistas de aquel momento, aunque no se casó con ninguna de ellas.
En l943 se casó con Flavia Leone con la cual tuvo 2 hijos: Jorge Horacio y Fernando Daniel.